# 科尔马坦
科尔马坦（法語：Cormatin，法語發音：[kɔʁmatɛ̃]）是法国索恩-卢瓦尔省的一个市镇，属于索恩河畔沙隆区。

## 地理
科尔马坦（46°32'43"N, 4°41'12"E）面积9.17 平方千米，位于法国勃艮第-弗朗什-孔泰大區索恩-卢瓦尔省，该省份为法国中部省份，北起顺时针与科多尔省、汝拉省、安省、罗讷省、卢瓦尔省、阿列省和涅夫勒省接壤。
与科尔马坦接壤的市镇（或旧市镇、城区）包括：马莱、阿默尼、布赖、沙派兹、希塞莱马孔。

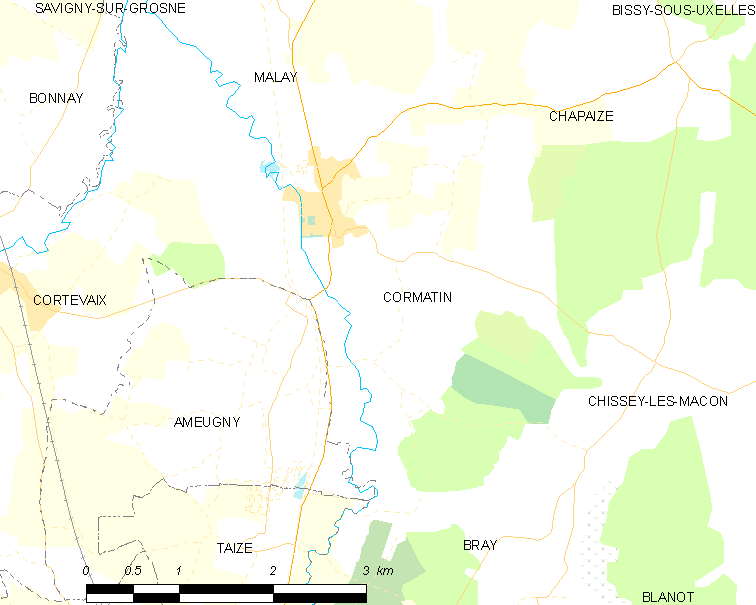
科尔马坦的OSM定位图

科尔马坦的时区为UTC+01:00、UTC+02:00（夏令时）。

## 行政
科尔马坦的邮政编码为71460，INSEE市镇编码为71145。

## 政治
科尔马坦所属的省级选区为克吕尼县。

## 人口

1962-2008年间科尔马坦人口变化图示

科尔马坦于2022年1月1日时的人口数量为569人。